# Ann Karagozian
Ann Renee Karagozian är en flygingenjör känd för sitt arbete med förbränning, vätskedynamik, avancerade framdrivningstekniker och tvärgående jetstrålar i överljudsflöden. Hon är professor i maskinteknik vid University of California, Los Angeles (UCLA), där hon också tidigare var interimsrektor för forskning, chef för Collaborative Center for Aerospace Studies och Promise Armenian Institute, samt styrelseledamot för Institute for Defense Analyses och American University of Armenia.

## Biografi
Karagozian är armenisk amerikan. Hennes mor- och farföräldrar emigrerade till USA för att undkomma det armeniska folkmordet i början av 1900-talets Turkiet. Hennes mor, Violet Jamgochian Karagozian, var matematiklärare på gymnasiet, och hennes far, Albert Karagozian, var revisor.
Som gymnasieelev i Los Angeles kunde Karagozian ta lektioner i både ingenjörsvetenskap och armenisk litteratur vid UCLA. Hon utexaminerades från UCLA 1978, med inriktning mot ingenjörsvetenskap och disputerade vid California Institute of Technology (Caltech) 1982. Hennes avhandling, An Analytical Study of Diffusion Flames in Vortex Structures, hade hon gjort under handledning av Frank E. Marble.Hon var Marbles enda kvinnliga doktorand, och blev den första kvinnan som doktorerat i maskinteknik på Caltech.
När hon tagit sin doktorsexamen återvände hon till UCLA som biträdande professor och befordrades till professor 1993 och till framstående professor 2016. Hon var interimsrektor för forskning 2016–2017 och blev konstituerande chef för Promise Armenian Institute 2020.
Karagozian har ingått i ledningen av Institute for Defense Analyses sedan 2011 och vid American University of Armenia sedan 2012. Hon har tjänstgjort i United States Air Force Scientific Advisory Board flera gånger med början 1997 och var vice ordförande i styrelsen från 2005 till 2009. Hon har också tjänstgjort i American Physical Society som divisionsordförande för avdelningen för vätskedynamik.

## Utmärkelser och hedersbetygelser
Karagozian utsågs till fellow i American Physical Society (APS) 2004, efter en nominering av APS Division of Fluid Dynamics, "för omfattande bidrag i förbränningssystemens strömningsmekanik, med  studier av jetstrålar i korsflöde, forcerade flammor förvrängda av komplexa flöden, akustiskt drivna reaktiva hålrumsflöden och detonationsfenomen". Hon är också fellow vid American Institute of Aeronautics and Astronautics (invald 2004) och i American Society of Mechanical Engineers (invald 2013). Hon valdes in i National Academy of Engineering 2018 "för bidrag till kunskap om förbränning och framdrivning, utbildning av framtida flygingenjörer och tjänster till landet".
Hon tilldelades Department of the Air Force Decoration for Exceptional Civilian Service två gånger, 2001 och 2010.